# Un ragazzo di via Marche
Un ragazzo di via Marche è il sesto album del cantante napoletano Franco Ricciardi, pubblicato nel 1993.

## Tracce
1. Vaco pazzo pe te
2. Levammo tutte cose a mieze - (con Ida Rendano)
3. Faccia e criatura
4. Scusa
5. Voglio
6. Buonanotte
7. Che vuo sape'
8. Lei